# Зелёно-жёлтая коалиция
Зелёно-жёлтая коалиция (нем. Grün-gelbe Koalition), также «Лаймовая коалиция» (нем. Limetten-Koalition) или «Цитрусовая коалиция» (нем. Zitruskoalition) — немецкий политический термин, обозначающий коалицию между левоцентристской партией «Союз 90 / Зелёные» и либеральной Свободной демократической партией (СвДП).
Возможность создания коалиции такого рода обсуждалась перед выборами 2021 года в Баден-Вюртемберге, когда по предвыборным опросам «Зелёные» и СвДП лидировали и представители обеих партий допускали возможность создания коалиции между ними. Так, ещё во второй половине 2019 года о допустимости союза с «Зелёными» после новых выборов высказались один из руководителей СвДП Баден-Вюртемберга Михаэль Тойрер и лидер парламентской группы партии в ландтаге Ханс-Ульрих Рюльке. Незадолго до выборов Рюльке подтвердил, что в случае ухода Винфрида Кречмана с поста премьер-министра земли СвДП поддержит представителя «Зелёных» на этот пост. Однако по результатам выборов «Зелёным» и СвДП не хватило 2-х мандатов для получения большинства, после чего было создано «чёрно-зелёное» правительство с участием ХДС, во главе которого остался Кречман.
Также зелёно-жёлтая коалиция существовала на муниципальном уровне в Гроскроценбурге (Гессен) после выборов 2016 года. Она распалась незадолго до выборов 2021 года.